# Rosalía Vila
Rosalía Vila Tobella (San Esteban de Sasroviras, Barcelona, 25. september 1993), bolj znana kot Rosalía, je španska pevka in igralka. Leta 2018 je postala španska pevka z največ latinskimi Grammy nagradami. Njena pesem "Malamente" je osvojila dve nagradi s petimi nominacijami.

### Življenjepis

#### Zgodnja leta
Za glasbo jo je navdušil njen oče, tako da je začela peti pri sedmih letih. Kot desetletna deklica je že vedela, da je glasba njen navdih in se ji popolnoma posvetila pri trinajstih letih. Študirala je na Visoki šoli za glasbo v Kataloniji, kjer je obiskovala razrede Chiqui de La Línea, učitelja flamenka, ki je sprejel le enega študenta na leto.
Začela  je pri 15 letih v programu "Tú sí que vales". Sodelovala je v duetu z Juan Gómezom "Chicuelo" na mednarodnem filmskem festivalu Panama 2013 in na Grec festivalu v Barceloni za sodobno plesno delo De Carmen. Leta 2013 je sodelovala na konferenci združenja profesionalnih umetnikov (APAP) v New Yorku in postala solo glas v Espriu leta 2014 v Palacio de la Música. Leta 2015 je sodelovala z La Fura dels Baus v predstavi v Singapurju. To je bilo otvoritveno delo za Miguel Poveda, ki ga je spremljal Alfredo Lagos na Mednarodnem glasbenem festivalu v Cadaquésu in bil tudi na Festivalu de Jerez 2016. Sodelovala je z Rocío Márquezom na predstavitvi albuma El niño na festivalu Primavera Sound leta 2015. Leta 2018 je med drugim nastopila na festivalih Starlite, Hollywood Bowlu, LOS40 Music Awards, MTV EMA in Latin Grammy.
Leta 2019 je nastopila na slavnostni podelitvi nagrad Goya in na mednarodnih turnejah, kjer je sodelovala na festivalih v različnih državah.

#### Los Angeles (2016-2017)
Rosalía z Raül Refreejem na koncertu v Madridu (2017).
Leta 2016 je predvajala svoj prvi videospot "Catalina", vendar je bil izbrisan in ponovno objavljen v začetku leta 2017. V februarju 2017 je izdala svoj prvi album Los Ángeles, skupni projekt s producentom in glasbenikom Raül Refreejem, s katerim je postala znana na španski in latinski glasbeni sceni, nominirana za najboljšo mlado umetnico Latin Grammy nagrade 2017, ki so ga različni mediji obravnavali kot enega najboljših albumov leta. Maja 2017 je objavila "De plata" na platformi Youtube, ki je iz njenega prvega albuma. Novembra 2017 je skupaj z Raül Refreejem izdala singl "Aunque es de noche", različico pesmi Enrique Morente.

#### El mal querer (2018)
Leta 2018 je po izdaji serije videoposnetkov na svojem YouTube kanalu predstavila svoj novi album z naslovom El mal querer, ki je nastal v kompoziciji nekaterih pesmi skupaj z El Guinchom.
El mal querer se pojavi kot njena "teza", njen "končni projekt" za dokončanje študija flamenka na višji šoli za glasbo v Kataloniji. Sama pravi, da je "mislila, da je želela predstaviti koncept življenja iz okvirov flamenka, vendar to ni imelo nič skupnega s tradicionalno predstavo o flamenku."  Predstavljen je kot eksperimentalni in konceptualni album, ki se vrti okoli nezdravega razmerja, navdihnjen z anonimnim romanom iz 13. stoletja z naslovom Flamenko. 10. maja 2018 je bil premierno predstavljen prvi singl drugega albuma z naslovom "Malamente". 24. julija pa je premierno predstavila drugi singl, "Pienso en tu mirá." Nazadnje je v mesecu avgustu Rosalía preko svojih socialnih omrežij in z oglasov Times Square objavila, da bo album objavljen 2. novembra 2018. 29. oktobra 2018 je pevka napovedala izdajo tretjega singla albuma "Di mi nombre", ki je nastal na podlagi tradicionalnih melodij tangosov Repomp de Málaga in videa, ki jo je navdihnil, La maja vestida Francisca de Goye, in je bil premierno predstavljen 30. oktobra 2018. 31. oktobra je na Plaza de Colón (Madrid) podarila brezplačen koncert pod pokroviteljstvom Red Bulla, kjer je predstavila svoj novi album občinstvu dva dni pred njegovo objavo. 
2. novembra je končno objavila celoten album na različnih digitalnih platformah. 4. decembra je premierno predvajala video posnetek "Bagdad", 7. poglavje albuma, kjer je posnela del melodije "Cry Me A River" Justin Timberlakea.

#### 2019
22. januarja je objavila videoposnetek "De Aqui No Sales", 4. poglavje albuma El mal querer, posnet v prelepi pokrajini mlinov Alcázar de San Juan. Februarja je sodelovala pri nagradah Goya, kjer je izvedla različico pesmi "Me quedo contigo" skupine Los Chunguitosa, skupaj s Cor Jove de l'Orfeó Català, z J Balvinom in v sodelovanju z El Guinchom (koproducent albuma El mal querer).

### Diskografija
Glavni članek: Priloga: Diskografija Rosalíe

#### Albumi
- 2017: Los Angeles, z Raül Refreejem
- 2018: El mal Querer

#### Singli
- 2016: "Catalina"
- 2017: "Aunque es de noche", producent Raül Refree, ki ga je sestavil Enrique Morente na podlagi pesmi San Juan de la Cruza
- 2019: "Con altura", Rosalía in J Balvin ft. El Guincho

#### Promocijski singli
- 2018: "Malamente - 1. poglavje: Augurio", produkcija El Guincho in ROSALÍA, glasbeni videospot, ki ga je režirala in producirala KANADA
- 2018: "Pienso en tu mirá  – 3. poglavje: Celos", produkcija El Guincho in Rosalía, glasbeni videospot, ki ga je režirala in producirala KANADA
- 2018:  "Di mi nombre  – 8. poglavje: Ecstasy", producirala El Guincho in ROSALÍA, glasbeni video, ki ga je produciral CAVIAR in režiral Henry Scholfield
- 2018: "Bagdad – 7. poglavje: Liturgia", produkcija El Guincho in ROSALÍA
- 2019: "De aquí no sales - 4. poglavje: Disputa", ki sta ga producirata El Guincho in ROSALÍA, glasbeni video O Creative Studio in režija Diana Kunst in Mau Morgo.

#### Sodelovanje
- "Antes de morirme", C. Tangana in Rosalia (2016)
- "Llámame más tarde", C. Tangana in Rosalia (2016)
- "Con la peña", Cálido Lehamo, Rosalia in Space Out Family  (2017)
- "Retsu", Dj Swet, Foyone, Ihon in Rosalía (2017)
- "Un largo viaje", Fernando Vacas, Lín Cortés, Rosalía in Vallellano & Royal Gipsy Orchestra (2018)
- "Brillo", J Balvin in Rosalía (2018)
- "Ay, Paquita", zvočni posnetek Netflix, Paquita Salas (2018)
- "Con Altura", J Balvin, El Guincho in Rosalía (2019)
- "Barefoot In The Par ", James Blake in Rosalia (2019)

### Filmografija
Dolor y gloria (Pedro Almodóvar, 2019)  

### Nagrade in priznanja

#### Latin Grammy nagrade
| Leto | Kategorija                                 | Skladba     | Rezultat   |
| ---- | ------------------------------------------ | ----------- | ---------- |
| 2018 | Snemanje leta                              | »Malamente« | Nominirana |
| 2018 | Pesem leta                                 | »Malamente« | Nominirana |
| 2018 | Najboljša fuzijska / mestna interpretacija | »Malamente« | Zmagovalna |
| 2018 | Najboljša alternativna pesem               | »Malamente« | Zmagovalna |
| 2018 | Najboljša glasba kratka različica          | »Malamente« | Nominirana |
| 2017 | Najboljša mlada umetnica                   |             | Nominirana |

#### MTV Europe Music Awards
| Leto | Kategorija                 | Skladba | Rezultat   |
| ---- | -------------------------- | ------- | ---------- |
| 2018 | Najboljša španska umetnica |         | Nominirana |

#### Drugo
- Premio Ruido 2019, za album El mal querer, ki je najboljši album, izdan leta 2018
- El Ojo Crítico RNE, nagrada sodobne glasbe 2017
- Nagrada Ruido de la Prensa, nagrada za najboljši španski album leta 2017
- Glamour, nagrada za umetnika leta 2017
- Rockdelux, najboljši video, najboljši album, najboljši umetnik leta 2017
- Timeout, nagrada za najboljši album leta 2017
- ABC, najboljši nacionalni posnetek leta 2017